# 명빈 박씨
명빈 박씨(䄙嬪 朴氏, ? ~ 1703년 음력 7월 15일)는 조선 숙종의 후궁이며, 연령군의 어머니이다. 본관은 밀양이다.
아들 연령군 훤이 5살되던 해에 사망한다. 연령군은 어머니 명빈 박씨의 얼굴을 알지 못하는 것을 서럽게 여겼다 한다. 연령군 훤은 양자, 양손자가 모두 아들이 없어 증손자 남연군까지 양자로 들였고, 양고손자 남연군을 통해 가계상 흥선대원군, 흥인군과 고종, 순종의 선조가 된다.

## 생애
원래 상궁이었다가 숙종의 승은을 입은 지 10여 년이 지난 1698년(숙종 24년) 11월 4일에야 회임을 한 공으로 내명부 종4품 숙원에 책봉되어 후궁이 되었다라 언급된다. 이듬해인 1699년(숙종 25년)에 연령군 훤을 출산하고, 단종의 복위를 기념하여 종2품 숙의로 진봉되었다.
이어 1701년(숙종 27년) 음력 3월 23일 귀인에 올랐다가 1702년(숙종 28년) 음력 10월 18일 인원왕후의 왕비 책봉을 기념하여 정1품 빈의 자리에 올라 명빈(䄙嬪, 嫇嬪)이 되었다.
1703년(숙종 29년) 음력 7월 15일에 사망하여 음력 9월 17일 금천에 내명부 정1품의 예우로 예장되었다. 장사되기에 앞서 그녀의 일가 친척인 박동지가 관아에서 보낸 관을 짤 목재가 구차함을 호소하니 숙종이 해당 관원 및 아전까지 모두 체포하여 추문·나문토록 하고 기한 내에 관판을 구하지 못하면 사대부가에서 관판을 찾아내라는 명을 내렸다. 그녀의 장례를 앞둔 음력 9월 3일, 숙종은 명빈의 초상에 제사를 주관할 사람이 없고 방제에 아명을 넣을 수 없다는 이유로 6~7세에 왕자를 봉작하는 관례를 깨고 5세인 그녀의 외아들을 왕자군으로 책봉하여 연령군으로 삼고 헌(또는 훤, 昍)의 명호를 주었다.

### 사후
처음에는 경기도 금천현 하북면 번당리(衿川縣 下北面 樊塘里; 현 서울특별시 동작구 대방동)에 안장되었다. 1720년 그의 아들 연령군은 죽으면서, 자신이 어려서 어머니가 돌아가 얼굴조차 제대로 기억 못하는 것을 슬퍼하며 어머니의 곁에 묻어달라는 유언을 남겨, 그의 묘소 북서쪽 해좌 언덕에 묻혔다. 1935년 조선총독부가 경성부 구획정리를 할 때 경성부 대방정에서 충청남도 예산군 덕산면 구 가야사터 근처에 아들 연령군의 묘소와 함께 이장되었다. 가야사터는 연령군의 양증손 남연군 묘소가 있는 곳이다.
남연군 묘 근처 옥계저수지변 뒤편으로 이장되었으며, 묘소는 부인 아들 연령군과 며느리 상산군부인 김씨의 합장묘 왼쪽에 있다. 명빈박씨의 묘소 왼쪽 아래편에는 양고손자인 남연군 이구의 장남 흥녕군 이창응 내외의 묘소가 있다.

## 가족 관계
- 아버지 : 박효건(朴孝健)

- 남편 : 숙종(肅宗, 1661 ~ 1720)
  - 아들 : 연령군 훤(延齡君 昍, 1699년 6월 13일 ~ 1719년 10월 2일[11])
  - 며느리 : 상산군부인 상산 김씨(商山郡夫人 商山 金氏, 1698년 6월 26일 ~1725년[12]), 김동필의 딸
    - 양손자 : 낙천군 이온(洛川君 李縕, 1720년 11월 26일(음력 10월 21일 - 1737년 9월 28일)
    - 양손부 : 달성군부인 달성 서씨(, ? ~ ?년 5월 12일, 현감 증 이조판서 서종수(徐宗秀)의 딸.)

## 참고 자료
- 《승정원일기》
- 《조선왕조실록》

## 같이 보기
- 연령군
- 낙천군
- 상산군부인 김씨
- 은신군
- 숙종